# 安杰伊·索科沃夫斯基
安杰伊·索科沃夫斯基（波蘭語：Andrzej Sokołowski，1948年11月23日—），波兰男子手球运动员。他曾代表波兰参加1972年和1976年夏季奥林匹克运动会手球比赛，其中1976年奥运会获得一枚铜牌。